# Doły (Rudzienko)
Doły – nieofic. przysiółek wsi Rudzienko w Polsce położony w województwie lubelskim, w powiecie lubartowskim, w gminie Michów.
Przysiółek należy do sołectwa Rudzienko Drugie.
Miejscowość nie figuruje w systemie TERYT. W PRNG zapisano jej nazwę na podstawie mapy. Statut dla tego obiektu geograficznego to niestandaryzowany przysiółek wsi Rudzienko Drugie.
W latach 1975–1998 miejscowość administracyjnie należała do województwa lubelskiego.